# Référent altimétrique
Un référent altimétrique est, en géodésie, un point dont l'altimétrie est fixée et qui sert à calculer celle des autres points.

## Définition
Dans un système géodésique, l'altimétrie d'un référent altimétrique est généralement un niveau moyen de la mer observé et dans le cas de certains pays, le niveau d'un grand lac. Le niveau moyen des mers et océans du globe n'étant pas le même en fonction des secteurs où il est mesuré et de la période, des différences sont observées entre les référents altimétriques employés par les différents pays.

## Altitudes dans le Système international

Références de hauteur en Europe

Dans le Système international d'unités, les altitudes sont exprimées par rapport au niveau moyen de la mer en mètres, le niveau zéro étant fixé par un laboratoire.

### En Allemagne (RFA)
Pour l'Allemagne la cote de référence était définie depuis 1879 par la moyenne de l’échelle fluviale d’Amsterdam ; il était nommé Normalnull (NN en abrégé).
Depuis les années 1990, il a été remplacé par le système DHHN92 (DHHN pour Deutsches Haupthöhennetz : principal réseau altimétrique allemand) basé sur le nouveau référent altimétrique NHN (pour Normalhöhennull).

### En Allemagne de l'Est (RDA) depuis 1958 jusqu'à la réunification
Pour l'Allemagne de l'Est sa désignation était HN (Höhennormal) et sa cote de référence était établie à l’échelle fluviale de Kronstadt qui était plus basse de 14 cm.
Cependant à Berlin-Est ainsi que sur le réseau ferré de la RDA et pour les eaux navigables intérieures les cotes de référence de la RFA furent toujours appliquées.

### En Autriche
Pour l'Autriche le point de référence est défini depuis 1875 au niveau moyen de la mer Adriatique à Trieste en Italie, environ 27 cm en dessous du niveau normal d'Amsterdam.

### En Belgique
Pour la Belgique, le système de référence est le DNG (Deuxième Nivellement Général), défini depuis 1968. La réitération de ce réseau a été réalisée de 1981 à 2000. La référence est le repère GIKMN situé à l'Observatoire Royal de Belgique à Uccle ayant une altitude de 100,174 mètres correspondant à la cote définie en 1892 ramenée au Zéro D (0,386 5 m plus haut que le niveau H ou niveau hydrographique de la marine).
Anciennement, on utilisait le niveau moyen des mers TAW (Tweede Algemene Waterpassing) mais cette référence datant de 1834 a été définitivement abandonnée à partir de 1946 de par son manque de précision.

### Au Canada
Le Canada utilise la hauteur du niveau moyen des océans bordant le pays comme plan de référence altimétrique, de sorte que l'altitude est simplement une hauteur au-dessus de ce niveau moyen de la mer.

### En France
En France métropolitaine (altitude des cartes IGN69), il est situé à Marseille, et a été déterminé grâce à 12 années d'enregistrement de marégraphie entre 1885 et 1897.
En Corse, le nivellement IGN78 prend pour niveau zéro celui de la mer déterminé par le marégraphe d'Ajaccio.

### En Espagne
Pour l'Espagne le point de référence est à Alicante, qui est située à 4 mètres au-dessus du niveau de la mer.

### En Irlande
Le référent utilisé par l’Ordnance Survey Ireland est le Malin Ordnance Datum, niveau moyen de la mer à Portmoor Pier, Malin Head, comté de Donegal, mesuré entre 1960 et 1969.
Avant 1970, l'Irlande utilisait le Poolbeg Ordnance Datum', niveau de basse mer de la marée d'équinoxe au phare de Poolbeg à Dublin, le 8 avril 1837. Ce référent était situé environ 2,7 m plus bas que le référent actuel.

### Aux Pays-Bas
Pour les Pays-Bas, le système retenu est le niveau normal d'Amsterdam (Normaal Amsterdams Peil), souvent abrégé en NAP, qui, comme son nom l'indique, se base sur le niveau de la mer à marée basse à Amsterdam en 1684.

### Au Royaume-Uni
L’Ordnance Survey utilise l’Ordnance Datum Newlyn, niveau moyen de la mer observé sur la période entre 1915 et 1921 à Newlyn en Cornouailles. Avant 1921, il utilisait le niveau mesuré sur le Victoria Dock à Liverpool.
En Irlande du Nord, il s'agit du Belfast Ordnance Datum, niveau moyen de la mer à Clarendon Lock, Belfast, mesuré entre 1951 et 1956.

### En Slovénie
Pour la Slovénie le point de référence est à Trieste, comme pour l'Autriche, défini ainsi en 1900.

### En Suisse
Pour la Suisse, le repère de la Pierre du Niton (RPN), dans la rade de Genève, est utilisé pour toutes les altitudes et est déterminé depuis 1902 à 373,6 m au-dessus du niveau moyen de la mer (mesures du marégraphe de Marseille).